# Lady (You Bring Me Up)
Lady (You Bring Me Up) ist ein Lied von den Commodores aus dem Jahr 1981, das von Harold Hudson, William und Shirley Hanna-King geschrieben wurde. Es erschien auf dem Album In the Pocket.

## Geschichte
Lady (You Bring Me Up) ist den Musikrichtungen Soul und Disco zuzuordnen. Zudem war es auch eines der letzten Lieder mit Lionel Richie als Frontmann. Die Veröffentlichung der Single war am 1. Juni 1981.
Bei den Grammy Awards 1982 wurde das Lied in der Kategorie Beste Gesangsdarbietung als Duo oder Gruppe – R&B ausgezeichnet.
Im Musikvideo spielt die Band mit einigen Fußballspielerinnen Fußball.

## Charts und Chartplatzierungen
| ChartsChartplatzierungen       | Höchstplatzierung | Wochen |
| ------------------------------ | ----------------- | ------ |
| Deutschland (GfK)              | 64 (5 Wo.)        | 5      |
| Vereinigtes Königreich (OCC)   | 56 (5 Wo.)        | 5      |
| Vereinigte Staaten (Billboard) | 8 (22 Wo.)        | 22     |

## Coverversionen
- 2016: Mario Biondi